# Nyaralás vadász módra
A Nyaralás vadász módra 1981-ben bemutatott magyar papírkivágásos animációs film, amelyet Foky Ottó írt és rendezett. Az animációs játékfilm zenéjét Zsedényi Erzsébet szerezte. A mozifilm a Pannónia Filmstúdió gyártásában készült.

## Rövid történet
A Magyarországra érkező külföldi vadászok családtagjai részére nyaralást, kikapcsolódást, sportolási lehetőséget biztosít a MAVAD.

## Alkotók
- Forgatókönyvíró és rendező: Foky Ottó
- Zeneszerző és zörej: Zsedényi Erzsébet
- Operatőr: Kurucz Sándor
- Hangmérnök: Nyerges András Imre
- Vágó: Czipauer János
- Gyártásvezető: Dalmay László, Dreilinger Zsuzsa

Készítette a Pannónia Filmstúdió